# Franco Mondini
Franco Mondini (Torino, 14 settembre 1935 – Torino, 28 giugno 2019) è stato un batterista e giornalista italiano.

## Biografia
Nato a Torino nel 1935, iniziò lo studio della batteria nel 1950, ottenendo i primi ingaggi nei locali da ballo della zona e frequentando gli appassionati di jazz della sua città, tra cui anche un giovane Piero "Peter" Angela, con cui formò un trio.
Le prime esperienze a livello nazionale col quintetto di Nunzio Rotondo gli fruttarono anche la prima di una serie di collaborazioni con la RAI, che gli consentiranno di entrare in contatto con i migliori musicisti della scena jazz italiana.
Nella seconda metà degli anni cinquanta suonò anche in Francia, Olanda e Germania.
Alla fine del 1959, a Milano per impegni in RAI, ebbe l'occasione di suonare con Chet Baker, già acclamata star internazionale, che nel 1962 lo vorrà per un tour italiano insieme ad Amedeo Tommasi e Giovanni Tommaso (con cui Mondini l'anno precedente aveva formato un trio); a questi si aggiungeranno poi René Thomas,Jacques Pelzer e Bobby Jaspar, tutti musicisti con cui Mondini collaborerà nei primi anni sessanta, con esperienze in vari paesi europei.
Sempre agli anni sessanta risalgono le collaborazioni con Enrico Rava, Gato Barbieri, Franco Ambrosetti, e con lo Swing Club di Torino.
Nel 1968 lasciò l'attività professionistica (continuerà a suonare solo occasionalmente negli anni successivi) entrando nella redazione de La Stampa, dove si occuperà a lungo di spettacolo, con attenzione particolare al jazz.

## Discografia parziale
- 1960: Tommasi Trio, Zamboni 22 (Adventure – AV LP 300-001)
- 1961: Jacques Pelzer Quartet, Jacques Pelzer Quartet (Cetra, LPP 6)
- 1962: Thomas - Jaspar Quintet, From Rome To Comblain (RCA Victor, PML 10324)
- 1965: Franco Ambrosetti, A Jazz Portrait Of Franco Ambrosetti